# Ото III (Каринтия)
Вижте пояснителната страница за други личности с името Ото III.
Ото III (на немски: Otto III, * ок. 1265, † 25 май 1310) от род Майнхардини, e граф на Горица и Тирол, херцог на Каринтия и Крайна от 1295 до 1310 г.

## Биография
Той е син на херцог Майнхард II (1238 – 1295) и на Елизабет Баварска (1227 – 1273), вдовицата на император Конрад IV Хоенщауфен († 1254), дъщеря на херцог Ото II от Бавария.
Ото III последва баща си след смъртта му през 1295 г. заедно с братята му Алберт, Лудвиг и Хайнрих. Сестра му Елизабета (1262 – 1313) се омъжва през 1276 г. за немския крал Албрехт I. Ото разорява бюджета на страната си.
Умира през 1310 г. без синове и затова е последван от по-малкия му брат Хайнрих (1270 – 1335); братята му Алберт и Лудвиг са умрели още през 1292 и 1305 г.

## Фамилия
Ото III се жени през 1297 г. за херцогиня Еуфемия (1281 – 1347), дъщеря на херцог Хайнрих V от Силезия-Лигница (1248 – 1296) . С нея той има четири дъщери:
- Анна (1300 – 1331), омъжена от 1328 г. за пфалцграф Рудолф II (1306 – 1353), майка на Анна от Пфалц (1329 – 1353) ∞ 1349 император Карл IV
- Елизабет (1298 – 1352, омъжена от 23 април 1322 г. за крал Педро II от Сицилия (1304 – 1342)
- Урсула († 1327)
- Еуфемия († 28 април 1329/1330)